# 기드라
기드라(Ghidra)는 미국 국가 안보국에서 개발한 역어셈블러 프레임워크이다. 기드라의 존재 자체는 위키리크스의 Valut7에서 처음 존재가 알려지게 되었다. 그후 NSA에서 기드라를 오픈 소스로 공개하겠다고 하였으며, 2019년 3월 6일(한국시간) RSA 컨퍼런스에서 기드라를 발표하게 된다.
기드라는 자바로 짜여져, 자바 런타임으로 구동되며, 발표장에서 NSA에서는 백도어가 없다고 밝혔다.

## 같이 보기
- Radare2

## 참고 문헌
1. ↑  “Releases · NationalSecurityAgency/ghidra”. 《GitHub》 (영어). 2024년 6월 8일에 원본 문서에서 보존된 문서. 2024년 10월 11일에 확인함.
2. ↑  Wikileaks (2017년 3월 7일). “Vault 7: CIA Hacking Tools Revealed”. 2019년 3월 6일에 확인함.
3. ↑  Hay Newman (2019년 3월 6일). “The NSA Makes Ghidra, a Powerful Cybersecurity Tool, Open Source”. Wired. 2019년 3월 6일에 확인함.
4. 1 2  Iain Thomson (2019년 3월 6일). “Did you know?! Ghidra, the NSA's open-sourced decompiler toolkit, is ancient Norse for 'No backdoors, we swear!'”. The Register. 2019년 3월 6일에 확인함.